# 長沙灣工廠大廈

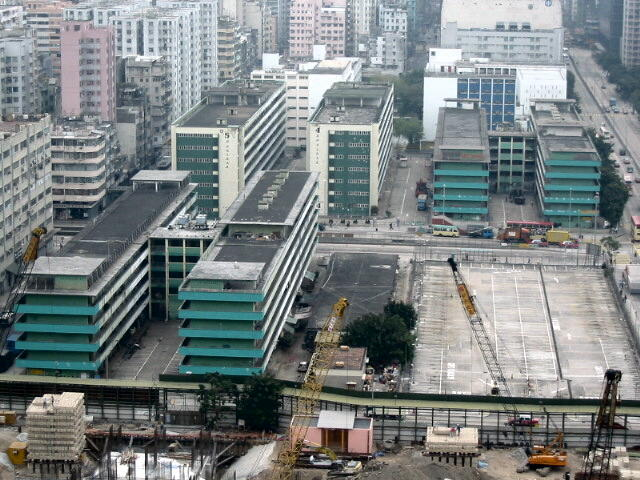
2003年長沙灣工廠大廈全貌，右下角空地原本為第一座的舊址。

長沙灣工廠大廈（Cheung Sha Wan Factory Estate），落成之初稱為長沙灣徙置工廠大廈，是香港首批徙置工廠大廈，於1957年至1965年間落成，自1973年起由香港房屋委員會管理。由於長沙灣工廠大廈處於九龍長沙灣主要幹道長沙灣道旁，因此成為該區的地標。長沙灣工廠大廈於2006年封閉拆卸，現時為元州邨第5期、聖公會聖多馬小學及中華基督教會協和小學（長沙灣）之新校舍。

## 簡介

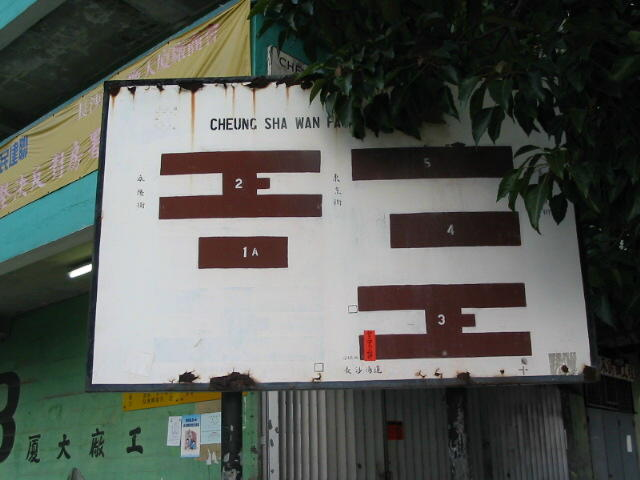
長沙灣工廠大廈地圖，圖左下角白色位置原為第一座。

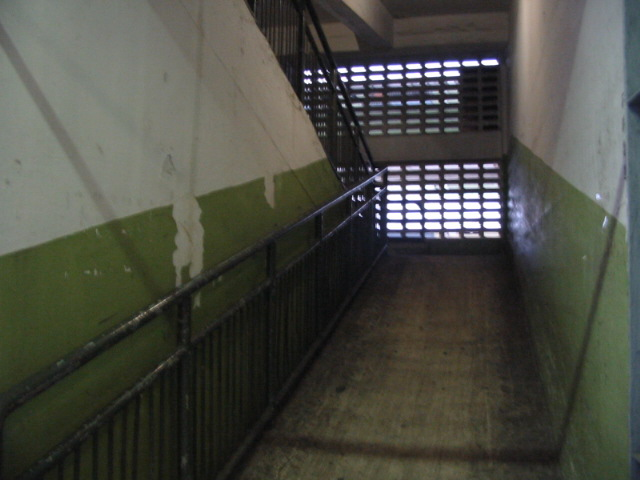
大廈內沒有升降機，只有斜道供搬運貨物。

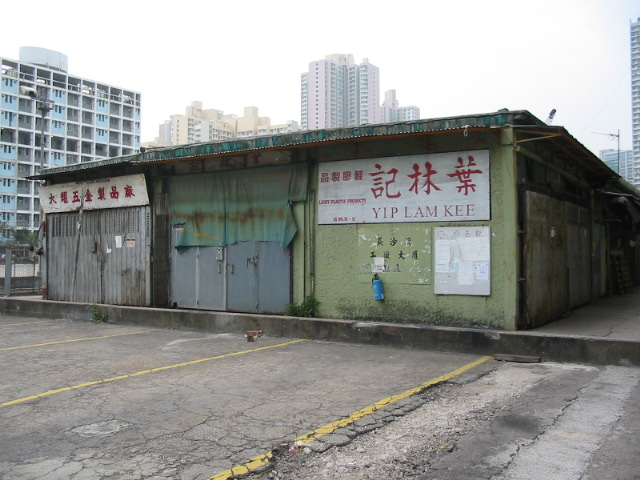
第1A座，只為一平房。

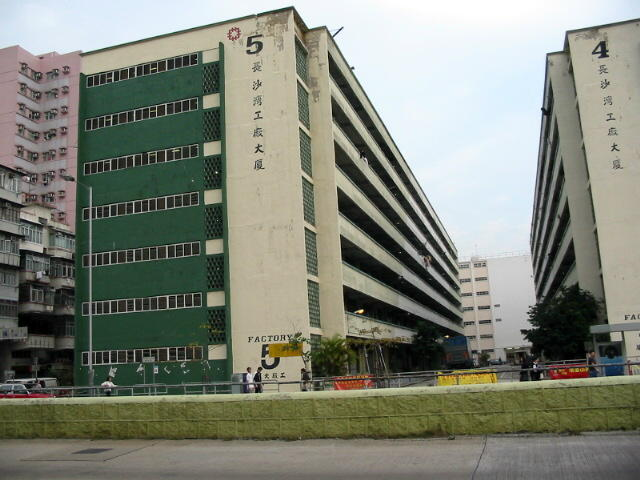
長沙灣工廠大廈第5座

長沙灣工廈由五座無升降機設施的低層大廈組成，政府工務局興建，徙置事務處管理，這是政府徙置計劃的一部分，目的是安置受清拆寮屋及平房區影響的工廠和工場。至1973年房委會成立轉由房委會管理。
第1、2、3座屬H型工廈，而第4、5座為I型大廈，外型上與第一、二型徙置大廈十分相似，但樓底較高。每層樓都有斜路方便廠家搬運貨物。在剛落成的時候，沒有牆壁間隔，租戶須自行圍板間隔。而1A座較為特別，只有地面一層，位於第1座與第2座之間。
如徙置大廈一樣，各單位並沒有廁所，在H形工廈中間就是公廁位置。
| 樓宇座號 | 落成年份 | 拆卸年份 | 重建後原地所屬的樓宇                            |
| -------- | -------- | -------- | ----------------------------------------------- |
| 第1座    | 1957年   | 1990年   | 元州邨 元滿樓 元慧樓 元逸樓 元謙樓              |
| 第1A座   | 1960年   | 2007年   | 元州邨 元滿樓 元慧樓 元逸樓 元謙樓              |
| 第2座    | 1960年   | 2007年   | 元州邨 元滿樓 元慧樓 元逸樓 元謙樓              |
| 第3座    | 1961年   | 2007年   | 聖公會聖多馬小學 中華基督教會協和小學（長沙灣） |
| 第4座    | 1965年   | 2007年   | 聖公會聖多馬小學 中華基督教會協和小學（長沙灣） |
| 第5座    | 1965年   | 2007年   | 聖公會聖多馬小學 中華基督教會協和小學（長沙灣） |

## 現況
長沙灣工廠大廈第一座因結構問題，於1990年已拆卸，成為一露天停車場。其餘各座大廈於2001年決定全面清拆，改建為公屋，大廈於2003年2月28日全部收回單位，在2005年施政報告中，政府曾提出計劃翻新長沙灣工廠大廈作為創意藝術村，然而已因種種原因擱置。大廈於2005年6月開始招標拆卸，2007年3月拆卸，第1、1A及第2座納入元州邨第五期，以繼續接收蘇屋邨的拆建戶。第3、4及第5座則興建學校，作為聖公會聖多馬小學及中華基督教會協和小學（長沙灣）之新校舍，2011年開始遷入。

## 事件
1983年4月15日，發生長沙灣工廠大廈第4座命案，九龍工業學校學生楊振南（15歲）放學途中，被四名少年挾持往長沙灣工廠大廈第4座梯間，楊與對方糾纏間被斬傷大腿，失血過多不治。
1983年5月13日， 一名髮型師被殺藏屍紙盒，棄屍長沙灣工廠大廈3座樓下與九龍工業學校橫門之間多日後才被發現。
1985年3月28日， 一名獨居於大廈梯間的搬運工人李明（51歲）於大廈外空地被兩名男子以三角銼襲擊，腹部受傷致死。

## 外部連結
- 房署工廠（五）- 長沙灣工廠大廈 （页面存档备份，存于）